# 费城胡椒羹
胡椒羹（英語：Pepper Pot）是一种由牛肚，蔬菜，胡椒和其他调味料炖的一种濃湯。这种炖法起源于美國獨立戰爭期间关于大陆军的一个传说。据传说，1777年-1778年的福吉谷冬季格外寒冷，这个地区的农民出售他们的食物给英国军队赚取英镑而不提供给惨败的乔治·华盛顿的士兵。当时大陆军队的食物所剩无几，他们把牛肚、蔬菜和其它所有他们可以找到东西一起炖来吃然后存活了下来。
在19世纪初期，艺术家John Lewis Krimmel的一幅作品《Pepper-Pot: A Scene in the Philadelphia Market》描绘了在费城卖胡椒羹的街头小贩。Krimmel的作品于1811年在宾夕法尼亚美术学院首次展出。这幅画展示的是一个赤脚黑人妇女把汤端给白人顾客的样子。
在安提瓜，胡椒羹指的是一盘腌肉，由新鲜菠菜、南瓜、茄子、秋葵、洋葱、罗勒、烤牛肉、大蒜、土豆和配料捣碎煮熟炖成。